# Kathleen Mavourneen (film 1906)

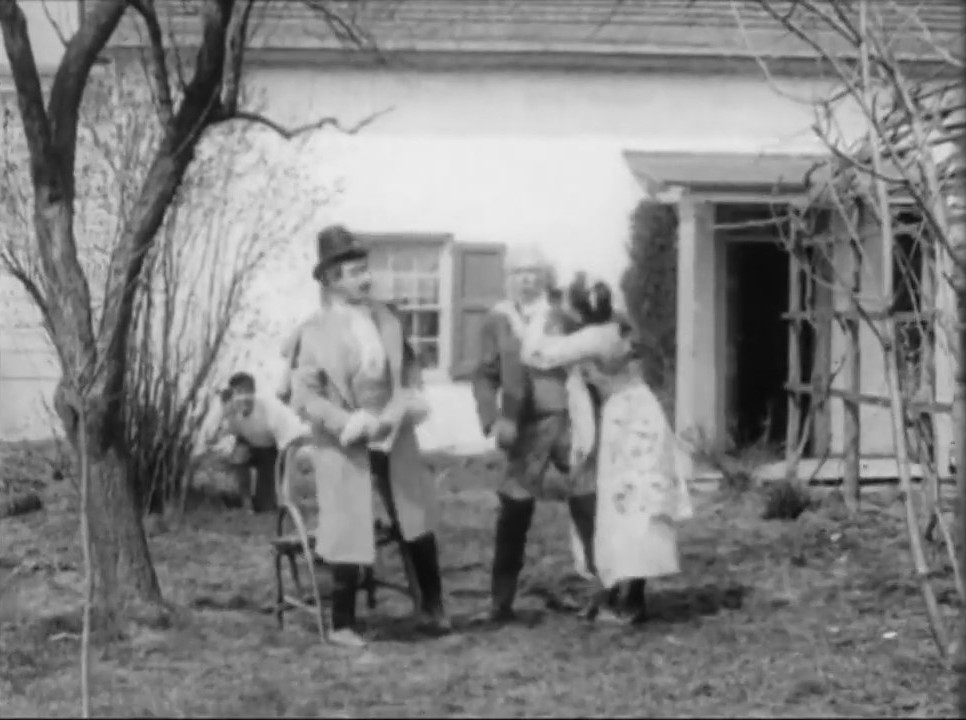
Screenshot del film

Kathleen Mavourneen è un cortometraggio muto del 1906 diretto da Edwin S. Porter.
La storia del film è ispirata dalla canzone Kathleen Mavourneen di Annie Crawford (parole) e Frederick Williams Nichols Crouch (musica).

## Trama
Kathleen Mavourneen viene insidiata e aggredita più volte dal capitano Clearfield, un ricco possidente. A correre in suo aiuto giunge Terence O'More.

## Produzione
Il film fu prodotto dalla Edison Manufacturing Company.

## Distribuzione
Distribuito dalla Edison Manufacturing Company, il film - un cortometraggio in una bobina - uscì nelle sale cinematografiche USA nell'agosto 1906.